# Blue Chip Orchestra
Das Blue Chip Orchestra war eine österreichische Musikgruppe, die sich der computerakustischen Musik widmete. Die Kompositionen entstanden überwiegend am Musikcomputer Fairlight CMI.

## Geschichte
Hubert Bognermayr und Harald Zuschrader musizierten schon in der Band Eela Craig zusammen. Seit 1979 beschäftigten sich die beiden Musiker mit Forschungsarbeiten am ersten digitalen Synthesizer mit Sampling-Technik. Mit dem Fairlight CMI (Computer Musical Instrument) realisierten Bognermayr und Zuschrader das 1982 erschienene Album Erdenklang, welches die erste ausschließlich mit dem Fairlight CMI realisierte Musik beinhaltete. Das Duo veröffentlichte bis 1983 insgesamt vier eigene Alben. Ein herausragendes Projekt wurde die Komposition und Produktion des Oratoriums Bergpredigt, ein Werk für Musikcomputer und Stimmen, welches im Rahmen der Ars Electronica in Linz 1984 im neuen Linzer Dom uraufgeführt wurde.
Bognermayr und Zuschrader gründeten 1988 das Blue Chip Orchestra und 1989 die Blue Chip Academy in St. Martin im Mühlkreis. Selbige wurde betitelt als „Akademie für High Tech Musik, computerakustische Klangforschung, Digitalpädagogik und Video Art, Institut für Computerästhetik“. Zusammen mit anderen Musikern wie Alois Janetschko, Josef Resl, Josef Sabaini, Joe Drobar und vielen anderen entstand mit dem Blue Chip Orchestra das selbstbetitelte First Digital Philharmonic Orchestra, welches insgesamt vier CDs einspielte. Das Ensemble gab zudem in den 1990er Jahren Konzerte u. a. in Hamburg, Köln, Osnabrück, München, Sevilla oder Wien.
Hubert Bognermayr beschrieb das Blue Chip Orchestra auf seiner ersten CD-Veröffentlichung im Mai 1988 wie folgt: „In Instrumenten-technischer Hinsicht ist das Projekt der musikalischen Moderne so alt wie die ersten verwendungsfähigen Synthesizer. So betrachtet konstituierten Musikcomputer den Höhepunkt der Moderne. Das Blue Chip Orchestra, der erste digitale Philharmonie-Klangkörper, vollendet und überwindet die Moderne: Im interaktiven real-time Dialog von elektronischem und konventionellem Instrumentarium. Das entgrenzte Orchester, sein Zeitalter beginnt.“
Im Katalog zum KlangArt-Festival in Osnabrück (Niedersachsen) von 1991 wird weiter ausgeführt: „Hubert Bognermayrs künstlerisches Anliegen ist es seit Jahren, den Klangverarmungstendenzen mit der Klangquelle Natur entgegenzuwirken. Seine Erdenklang-Sinfonie, Bergpredigt und die Einspielungen seines Blue Chip Orchestra gelten als Meilensteine einer neuen digitalphilharmonischen Klangästhetik. Computerakustische Raum-im-Raum-Effekte sowie mehrere in der Kirche errichtete Beschallungsebenen und Klangstationen werden Bognermayrs virtuellen Philharmonikern Möglichkeiten einer raumdramaturgischen Klangauflösung geben. Das Virtuelle Orchester in realen Räumen, reale Klänge in irrealen Räumen und umgekehrt, ein Schritt in eine akustische Imagination und Klangmeditation.“
Im Booklet der CD Donau So Blau von 1991 werden die Musiker und ihre Funktionen vorgestellt: Hubert Bognermayr war „Leiter der Blue Chip Academy“, Josef Resl war „Leiter der Digital Pädagogischen Abteilung“ und Alois Janetschko „Leiter des Instituts für Computer-Ästhetik“. Harald Zuschrader wurde zuvor bei der Debüt-CD als „Solist“ aufgeführt.
Das erste Album mit dem Titel Blue Chip Orchestra fand großen Anklang bei den Kritikern. Das Album ist in zwei Suiten geteilt und startet mit fünf Boleros, gefolgt von der geheimnisvollen „Suite Eleya“. Schritte am Steinboden endloser Konzertsäle und das stete Umblättern von Notenseiten verbinden die Stücke.
Das zweite Album Donau So Blau war eine Auftragsarbeit der PCD Polymere Österreich zum 500-jährigen Bestehen der Stadt Linz. Das Werk macht deutliche Anleihen bei der österreichischen Musik und Kultur und beschäftigt sich auch in den Titeln MoZart oder StrawanSki mit Werken anderer Komponisten. Hier werden die benutzten oder neu erfundenen Instrumente Donautuba, Flaschencello, Autozither, Klangsegel, Ultraschallharfe oder Binär-Hackbrett vorgestellt, welche auch bei den Konzertauftritten Verwendung fanden.
Das Blue Chip Orchestra bediente sich bei ihrem dritten Album White River Red Spirit Archetypen aus dem Schöpfungsmythos der Dakota-Indianer. Originale indianische Gesänge, gepaart mit Flöten, Rasseln, Trommeln und Naturgeräuschen, wurden mit elektronischen Klängen verschmolzen. Das Projekt wurde vom Land Oberösterreich gefördert. 1998 wurde das Album mit einer veränderten Reihenfolge und leicht neu abgemischten Titeln als Red Sky Beat  aufgelegt.
Mit dem Tod von Hubert Bognermayr am 17. März 1999 endeten danach auch die Veröffentlichungen und Arbeiten der Blue Chip Academy. Harald Zuschrader und die anderen Musiker widmeten sich wieder ihren eigenen Karrieren.

## Rezeption
Das Magazin Hifi Vision schrieb in der Ausgabe 9/1988 zum Album Blue Chip Orchestra: Ein phantastisches Konzept-Album voller Klangzaubereien und harmonischer Wärme. Musik- und Klangqualität: sehr gut.

## Studioalben
- 1988: Blue Chip Orchestra (Erdenklang)
- 1991: Donau So Blau (Blue Danube) (Erdenklang)
- 1997: White River Red Spirit (Erdenklang)
- 1998: Red Sky Beat (Valley Entertainment Inc.)

## Sampler
- 1987: Magic Age (Erdenklang): Death of a Photon (Vorversion von Bolero Carmin), Bolero du Nouvel Age, Eros Ex Antigone
- 1987: Erdenklang Music (Erdenklang): Bolero du Nouvel Age
- 1990: Erdenklang Music Vol. II (Erdenklang): Bolero Carmin
- 1990: Galaxy Vol. III (Innovative Communication): Aimara
- 1991: KlangArt (Slow Motion Records): Molltau
- 1992: Magic Age II (Erdenklang): Terra Nova, Unicorn
- 2006: Music From Utopia - Reloaded (Erdenklang): Skan - The Sky, Bolero du Nouvel Age